# Speedklettern (Wettkampf)

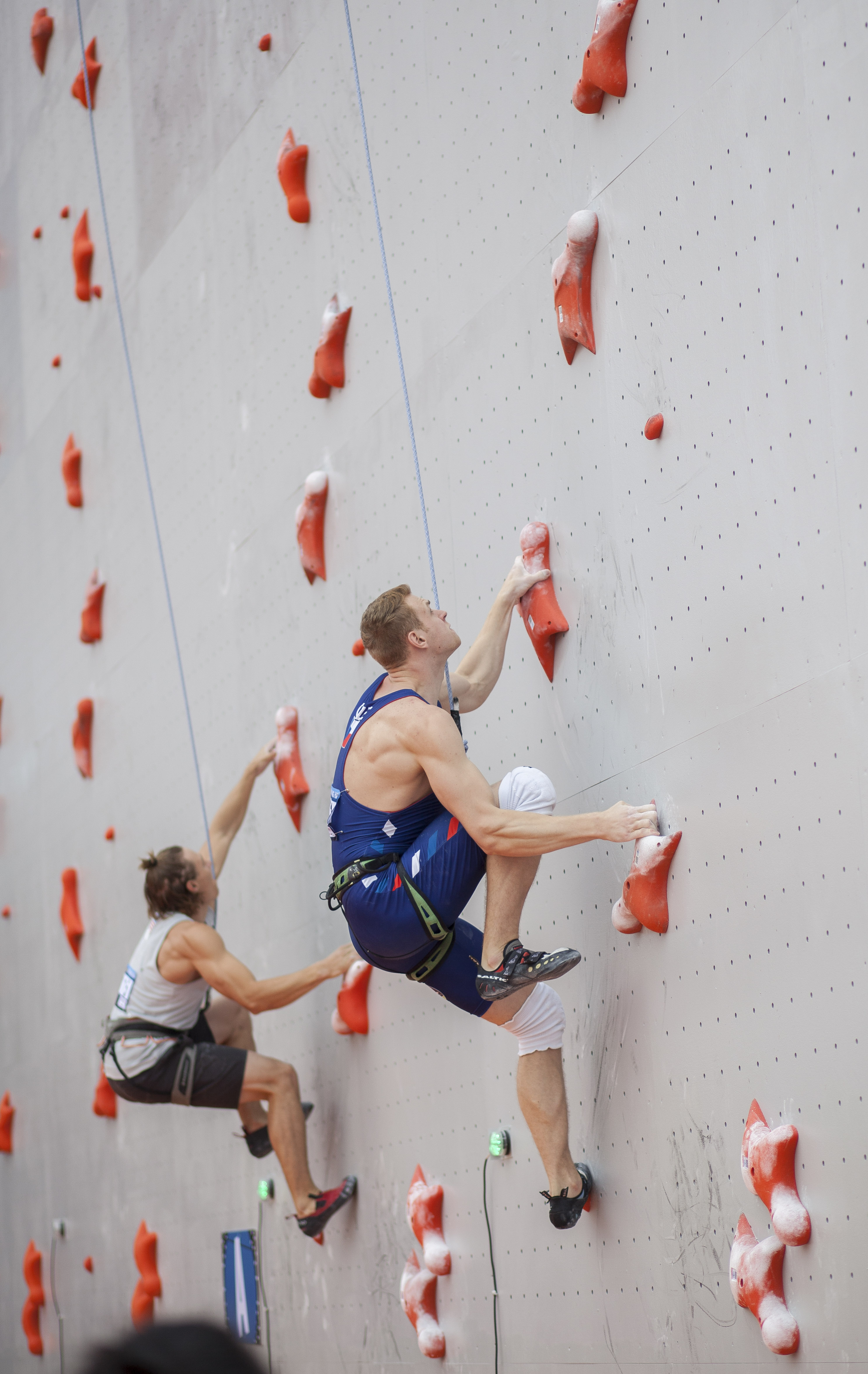
Speedklettern

Beim Speedklettern (auch Geschwindigkeitsklettern oder in Kurzform Speed genannt), geht es darum, in möglichst kurzer Zeit eine Route zu klettern. An künstlichen Wänden wird eine vorgegebene genormte Route geklettert, gesichert wird meist über Automaten.
Wichtig für den Erfolg im Speedklettern sind vor allem Schnell- und Maximalkraft, Schnelligkeit, höchste Greif- und Trittpräzision und die Fähigkeit, sich die Bewegungsabläufe der Route genau einzuprägen.

## Wettkämpfe

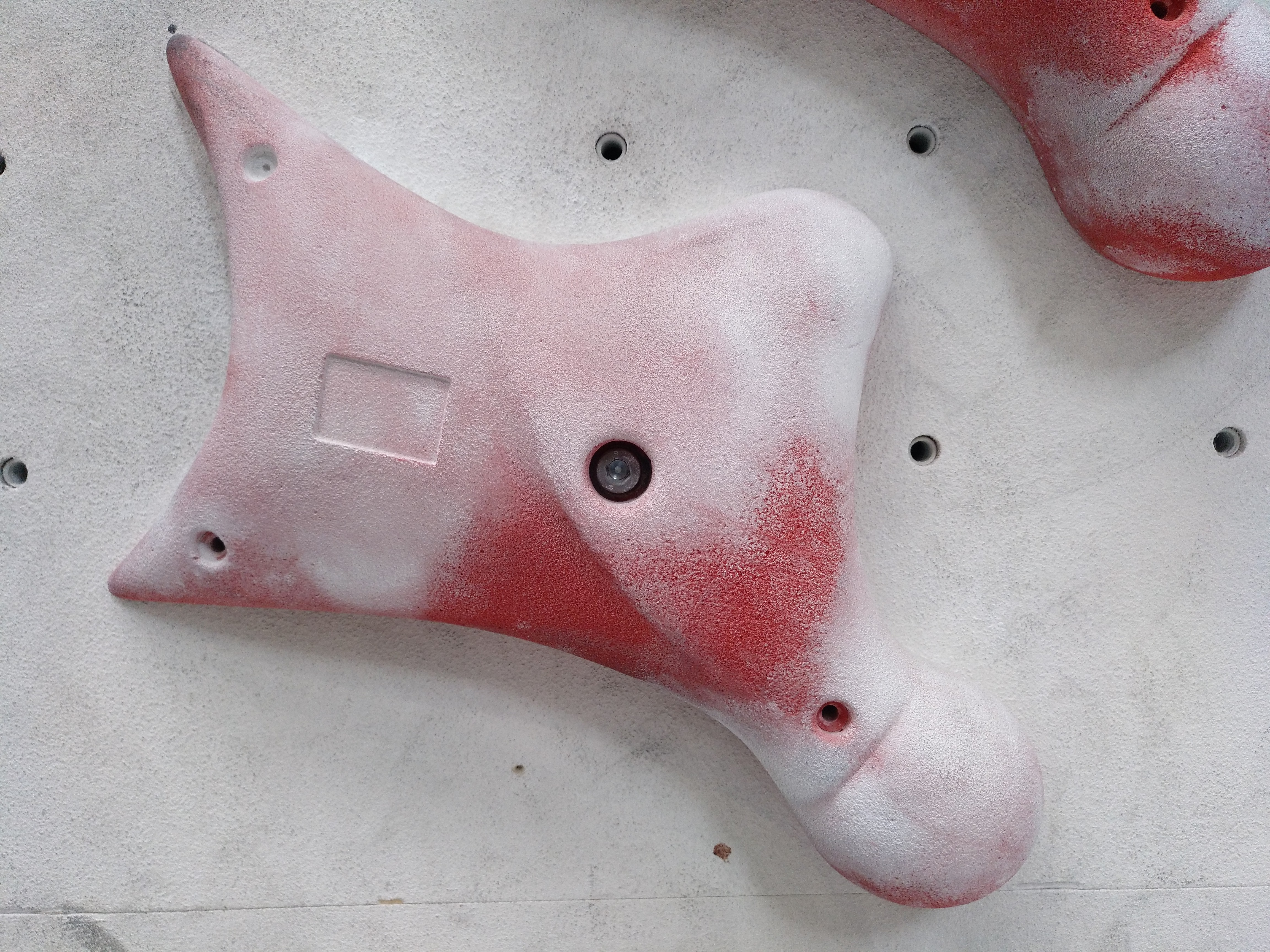
Großer Griff für Speed-Kletterwettkämpfe, wandmontiert, gebraucht und mit weißen Magnesiaspuren

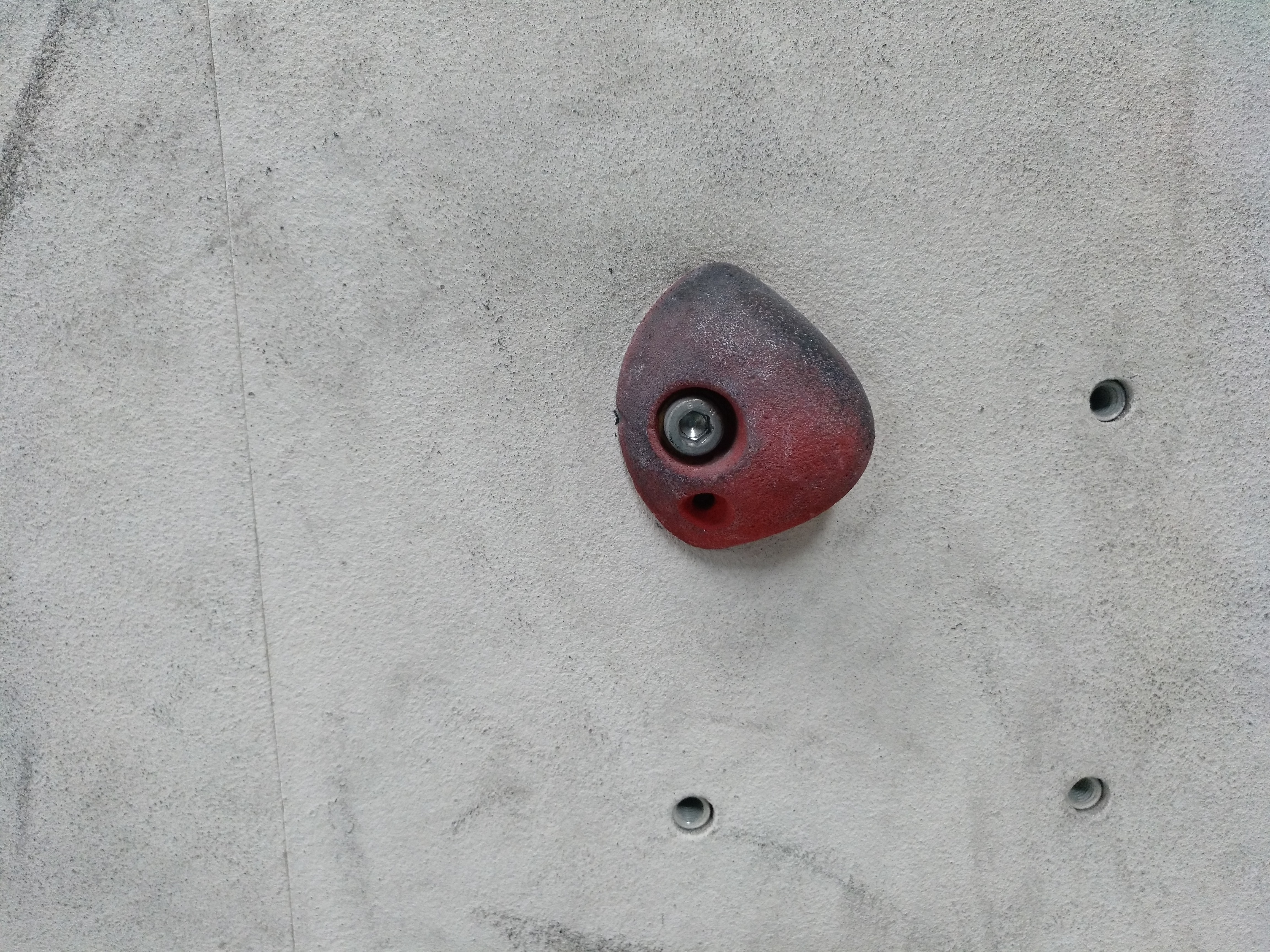
Kleiner Griff für Speed-Kletterwettkämpfe, wandmontiert, gebraucht und mit schwarzem Schuhabrieb

Speedklettern ist eine der drei Hauptdisziplinen des wettkampfmäßigen Sportkletterns. Dabei geht es darum, in möglichst kurzer Zeit eine vorgegebene Route zu erklettern (Schwierigkeitsgrad 7 auf der UIAA-Skala). Die Athleten werden dabei von einem Selbstsicherungsautomaten im Toprope gesichert. Die beim Speedklettern verwendeten Geräte unterscheiden sich von den sonst üblichen Geräten durch eine wesentlich höhere Einzuggeschwindigkeit des Seils. Durch die hohen Geschwindigkeiten könnte sonst viel Schlappseil entstehen und ein Bodensturz drohen. Bei Belastung, also nach einem Sturz oder nachdem das Top erreicht wurde, lässt der Automat den Kletterer automatisch langsam ab.
Die Route bei offiziellen Speedkletterwettkämpfen ist 15 Meter lang und 5 Grad überhängend. Seit der Weltmeisterschaft 2005 ist die Wand sowie die Griffabfolge genormt, so dass es seitdem auch Weltrekordzeiten gibt. Außerdem ist es den Athleten so möglich, sich gezielt auf die in der Route geforderten Bewegungsabläufe vorzubereiten. Ausrichter der internationalen Wettkämpfe ist die International Federation of Sport Climbing (IFSC).
Mit Beschluss des IOC im März 2017 wurde Speedklettern in einer olympischen Kombination gemeinsam mit Bouldern und Leadklettern Teil des olympischen Programmes bei den Sommerspielen 2020 in Tokio. Es traten jeweils 20 Athletinnen und Athleten an, wobei sich höchstens zwei Damen und zwei Herren aus demselben Land qualifizieren konnten. In Paris 2024 wurde Speedklettern aus der Kombination gelöst und getrennt ausgetragen.

### Ablauf des Wettkampfs

#### Qualifikation
Zu Beginn der Qualifikation wird für alle Athleten eine Startreihenfolge ausgelost. Es treten immer zwei Athleten gegeneinander an. Jeder Athlet darf zwei Läufe absolvieren, einmal auf der linken Route (A) und einmal auf der rechten Route (B). In der Qualifikation werden nur die Zeiten der Athleten registriert. Sieg oder Niederlage spielt keine Rolle. Die Athleten mit den besten Zeiten bestreiten das Finale. Athleten, die das Ziel nicht erreichen (FLL) erhalten keine gültige Zeit. Sie dürfen aber, falls der FLL im ersten Lauf passiert, den zweiten Lauf in jedem Fall absolvieren, es sei denn, sie verursachen dort einen Fehlstart (FLS). Athleten, deren Start-Reaktionszeit unter 0,1 s liegt, werden wegen Fehlstarts vom weiteren Wettkampf ausgeschlossen. Der Laufgegner (falls er nicht selbst einen FLS verursacht hat) darf noch einmal starten, allerdings ohne Gegner.

#### Finalphase
Abhängig von der Anzahl der Starter werden eine bestimmte Anzahl Athleten für das Finale nominiert. Sind zum Beispiel mehr als 16 Athleten mit einer gültigen Zeit in der Qualifikation registriert, werden die besten 16 zum Finale zugelassen. Von hieran gilt das K.-o.-System, das heißt, der Sieger des Laufes kommt eine Runde weiter, der Verlierer scheidet aus, unabhängig von der erreichten Zeit. Die Startreihenfolge der ersten K.o.-Runde ergibt sich aus den Qualfikitationsrängen.

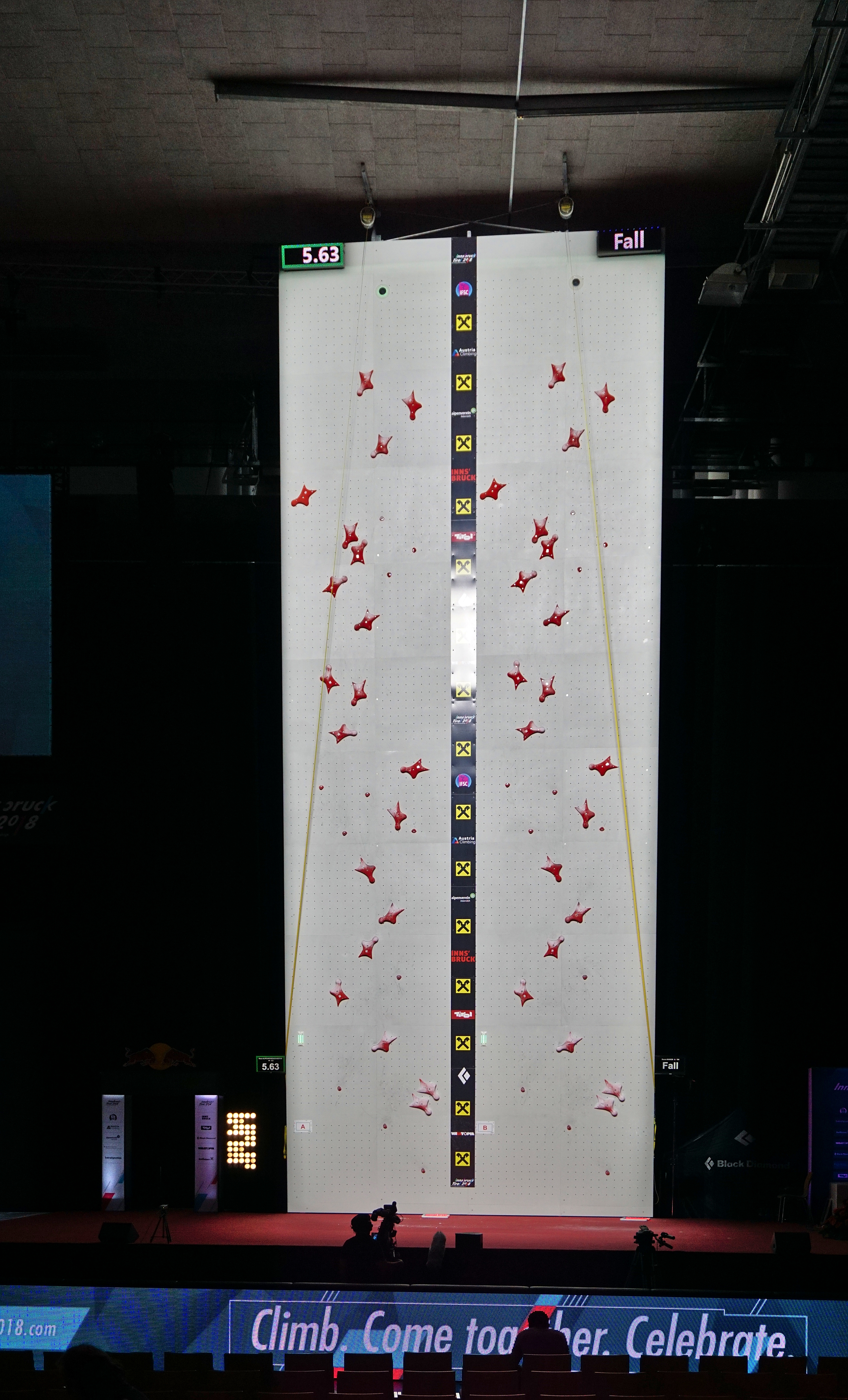
Strecke der Kletterweltmeisterschaft 2018 in Innsbruck.

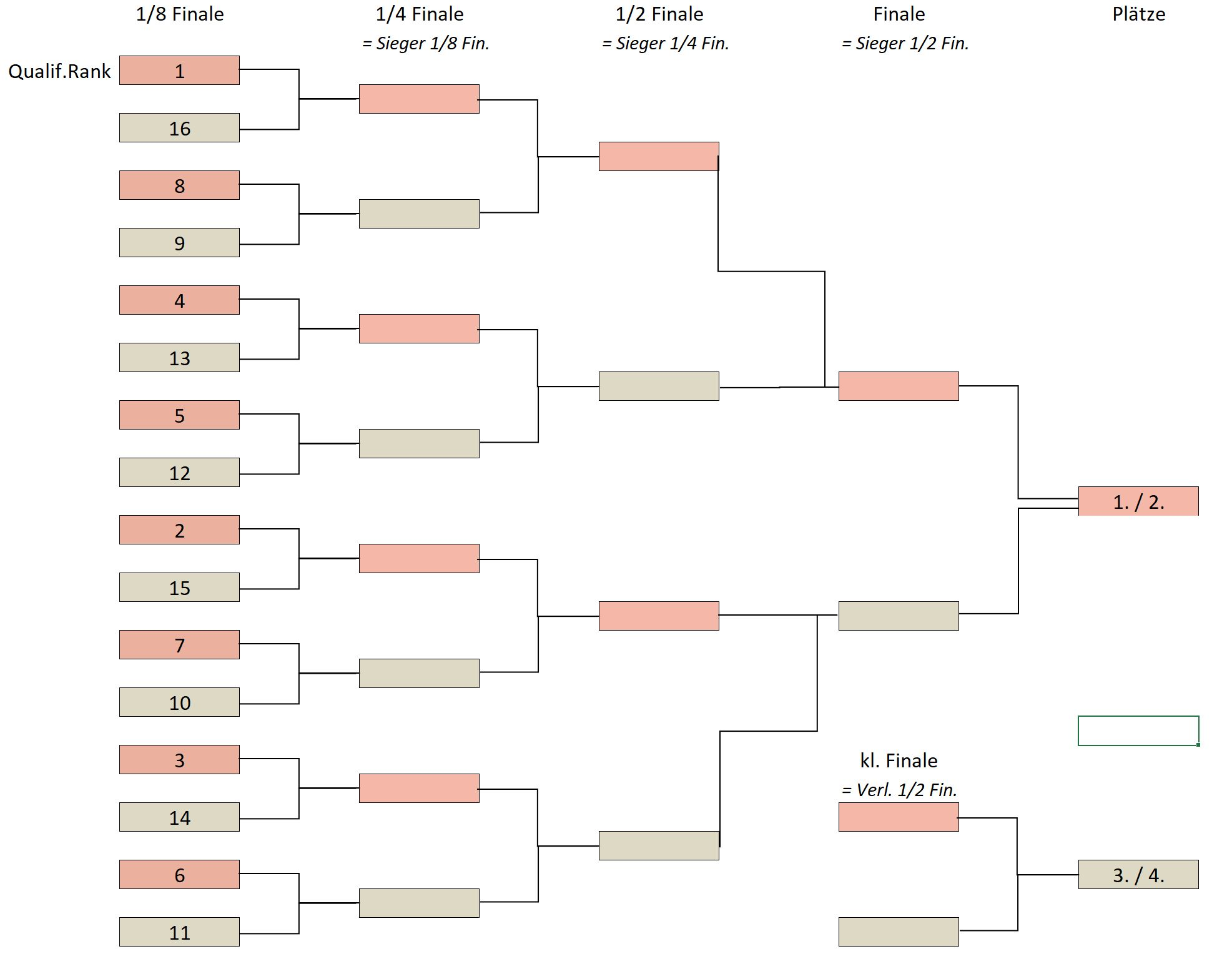
Finalbaum

Nach dem Halbfinale starten die Verlierer gegeneinander im kleinen Finale um Platz 3 und die Gewinner im Finale um den Sieg.
Zeiten spielen in der Finalphase für das „Weiterkommen“ keine Rolle. Sie dienen somit statistischen Zwecken bzw. zum Ranking für den Fall des Ausscheidens als Verlierer. So kann es beispielsweise sein, dass ein Athlet im 1/8 Finale als Verlierer eine bessere Zeit erreicht als der Sieger im Finale. Auswirkungen hat diese Zeit jedoch nur auf die Einordnung ins Endergebnis (Ranking) des gesamten Wettkampfes (wer im 1/8 Finale als Verlierer ausscheidet, kann nicht besser als Platz 9 im Gesamtergebnis platziert werden, unabhängig von seiner im 1/8 Finale erreichten Zeit).

### Weltcup
Die Gesamtweltcupgewinner im Speedklettern nach Angaben der IFSC
| Jahr | Männer                | Frauen             |
| ---- | --------------------- | ------------------ |
| 1998 | Andrey Vedenmeer      | Olga Zakharova     |
| 1999 | Tomasz Oleks          | Olga Zakharova     |
| 2000 | Andrey Vedenmeer      | Olena Ryepko       |
| 2001 | Maksym Styenkovy      | Olga Zakharova     |
| 2002 | Alexander Peshekhonov | Olena Ryepko       |
| 2003 | Tomasz Oleks          | Valentina Yurina   |
| 2004 | Sergey Sinitsyn       | Tatiana Ruyga      |
| 2005 | Evgeny Vaytsekhovsky  | Anna Stenkovaya    |
| 2006 | Evgeny Vaytsekhovsky  | Tatiana Ruyga      |
| 2007 | Sergey Sinitsyn       | Tatiana Ruyga      |
| 2008 | Evgeny Vaytsekhovsky  | Edyta Ropek        |
| 2009 | Sergey Sinitsyn       | Edyta Ropek        |
| 2010 | Stanislav Kokorin     | Yuliya Levochkina  |
| 2011 | Lukasz Swir           | Edyta Ropek        |
| 2012 | Stanislav Kokorin     | Alina Gaidamakina  |
| 2013 | Stanislav Kokorin     | Alina Gaidamakina  |
| 2014 | Danyil Boldyrev       | Mariia Krasavina   |
| 2015 | QiXin Zhong           | Mariia Krasavina   |
| 2016 | Marcin Dzienski       | Iuliia Kaplina     |
| 2017 | Vladislav Deulin      | Anouck Jaubert     |
| 2018 | Danyil Boldyrev       | Anouck Jaubert     |
| 2019 | Bassa Mawem           | Song Yiling        |
| 2021 | Veddriq Leonardo      | Emma Hunt          |
| 2022 | Veddriq Leonardo      | Aleksandra Kałucka |
| 2023 | Veddriq Leonardo      | Natalia Kałucka    |

## Rekorde

### Weltrekorde
Die Listen umfassen die Weltrekorde im Speedklettern, welche von der International Federation of Sport Climbing (IFSC) anerkannt sind und an entsprechenden normierten Speedwänden erbracht wurden. Alle Rekorde beziehen sich auf eine Wandhöhe von 15 Metern.

#### Herren
| Datum              | Name                      | Zeit (s) | Veranstaltung                | Ort            |
| ------------------ | ------------------------- | -------- | ---------------------------- | -------------- |
| 05. Juli 2009      | Qixin Zhong               | 6,64     |                              | Qinghai        |
| 29. Oktober 2010   | Qixin Zhong               | 6,40     |                              | Huaiji         |
| 12. Juli 2011      | Sergey Abdrakhmanov       | 6,37     |                              | Chamonix       |
| 23. Juli 2011      | Qixin Zhong               | 6,26     |                              | Arco           |
| 13. Oktober 2012   | Stanislav Kokorin         | 6,08     |                              | Xining         |
| 13. Oktober 2012   | Evgenii Vaitcekhovskii    | 6,07     | Weltcup 2012 (Qualifikation) | Xining         |
| 13. Oktober 2012   | Evgenii Vaitcekhovskii    | 5,88     | Weltcup 2012 (Qualifikation) | Xining         |
| 31. August 2014    | Libor Hroza               | 5,73     | Weltcup 2014                 | Arco           |
| 12. September 2014 | Danyl Boldyrev            | 5,60     | Weltmeisterschaft 2014       | Gijón          |
| 30. April 2017     | Reza Alipourshenazandifar | 5,48     | Weltcup 2017                 | Nanjing        |
| 28. Mai 2021       | Kiromal Katibin           | 5,25     | Weltcup 2021 (Qualifikation) | Salt Lake City |
| 28. Mai 2021       | Veddriq Leonardo          | 5,20     | Weltcup 2021 (Finale)        | Salt Lake City |
| 06. Mai 2022       | Kiromal Katibin           | 5,17     | Weltcup 2022                 | Seoul          |
| 27. Mai 2022       | Kiromal Katibin           | 5,10     | Weltcup 2022                 | Salt Lake City |
| 30. Juni 2022      | Kiromal Katibin           | 5,09     | Weltcup 2022 (Qualifikation) | Villars        |
| 30. Juni 2022      | Kiromal Katibin           | 5,04     | Weltcup 2022 (Finale)        | Villars        |
| 08. Juli 2022      | Kiromal Katibin           | 5,00     | Weltcup 2023                 | Chamonix       |
| 28. April 2023     | Veddriq Leonardo          | 4,98     | Weltcup 2023                 | Seoul          |
| 28. April 2023     | Veddriq Leonardo          | 4,90     | Weltcup 2023                 | Seoul          |
| 12. April 2024     | Samuel Watson             | 4,85     | Weltcup 2024                 | Wujiang        |
| 12. April 2024     | Samuel Watson             | 4,79     | Weltcup 2024                 | Wujiang        |
| 06. August 2024    | Samuel Watson             | 4,75     | Olympia 2024                 | Paris          |
| 08. August 2024    | Samuel Watson             | 4,74     | Olympia 2024                 | Paris          |
| 03. Mai 2025       | Samuel Watson             | 4,67     | Weltcup 2025                 | Bali           |
| 03. Mai 2025       | Samuel Watson             | 4,64     | Weltcup 2025                 | Bali           |

#### Damen
| Datum              | Name                 | Zeit (s) | Veranstaltung                              | Ort            |
| ------------------ | -------------------- | -------- | ------------------------------------------ | -------------- |
| 04. Juli 2009      | Cuilian He           | 9,04     |                                            | Qinghai        |
| 12. Juli 2012      | Yuliya Levochkina    | 8,53     |                                            | Chamonix       |
| 15. September 2012 | Yuliya Levochkina    | 8,37     |                                            | Paris          |
| 13. Oktober 2012   | Ester Bruckner       | 8,33     |                                            | Xining         |
| 19. Oktober 2013   | Iuliia Kaplina       | 7,85     |                                            | Wujiang        |
| 23. April 2017     | Iuliia Kaplina       | 7,46     | Weltcup 2017                               | Chongqing      |
| 30. April 2017     | Iuliia Kaplina       | 7,38     | Weltcup 2017                               | Nanjing        |
| 22. Juli 2017      | Iuliia Kaplina       | 7,32     | Weltcup 2017                               | Breslau        |
| 26. April 2019     | Song Yiling          | 7,101    | Weltcup 2019                               | Chongqing      |
| 19. Oktober 2019   | Aries Susanti Rahayu | 6,99     | Weltcup 2019                               | Xiamen         |
| 21. November 2020  | Iuliia Kaplina       | 6,96     | Europameisterschaft 2020                   | Moskau         |
| 06. August 2021    | Aleksandra Mirosław  | 6,84     | Olympia 2020                               | Tokio          |
| 06. Mai 2022       | Aleksandra Mirosław  | 6,64     | Weltcup 2022                               | Seoul          |
| 27. Mai 2022       | Aleksandra Mirosław  | 6,53     | Weltcup 2022                               | Salt Lake City |
| 28. April 2023     | Aleksandra Mirosław  | 6,46     | Weltcup 2023                               | Seoul          |
| 28. April 2023     | Aleksandra Mirosław  | 6,37     | Weltcup 2023                               | Seoul          |
| 28. April 2023     | Aleksandra Mirosław  | 6,35     | Weltcup 2023                               | Seoul          |
| 28. April 2023     | Aleksandra Mirosław  | 6,25     | Weltcup 2023                               | Seoul          |
| 15. September 2023 | Aleksandra Mirosław  | 6,24     | Europäische Qualifikation für Olympia 2024 | Rom            |
| 05. August 2024    | Aleksandra Mirosław  | 6,21     | Olympia 2024                               | Paris          |
| 05. August 2024    | Aleksandra Mirosław  | 6,06     | Olympia 2024                               | Paris          |

### Olympische Rekorde
Speedklettern wurde in der olympischen Dreierkombination erstmals 2020 in Tokio ausgetragen. 2024 wurde ein eigenständiger Wettbewerb abgehalten.

#### Herren
| Spiele | Datum           | Name               | Zeit (s) |
| ------ | --------------- | ------------------ | -------- |
| Tokio  | 03. August 2021 | Bassa Mawem        | 5,45     |
| Paris  | 06. August 2024 | Rahmad Adi Mulyono | 5,07     |
| Paris  | 06. August 2024 | Veddriq Leonardo   | 4,92     |
| Paris  | 06. August 2024 | Samuel Watson      | 4,91     |
| Paris  | 06. August 2024 | Ämir Maimuratow    | 4,89     |
| Paris  | 06. August 2024 | Veddriq Leonardo   | 4,79     |
| Paris  | 06. August 2024 | Samuel Watson      | 4,75     |
| Paris  | 08. August 2024 | Samuel Watson      | 4,74     |

#### Damen
| Spiele | Datum           | Name                        | Zeit (s) |
| ------ | --------------- | --------------------------- | -------- |
| Tokio  | 04. August 2021 | Aleksandra Mirosław         | 6,97     |
| Tokio  | 06. August 2021 | Aleksandra Mirosław         | 6,84     |
| Paris  | 05. August 2024 | Zhou Yafei                  | 6,54     |
| Paris  | 05. August 2024 | Desak Made Rita Kusuma Dewi | 6,52     |
| Paris  | 05. August 2024 | Emma Hunt                   | 6,36     |
| Paris  | 05. August 2024 | Aleksandra Mirosław         | 6,21     |
| Paris  | 05. August 2024 | Aleksandra Mirosław         | 6,06     |

### Deutsche Rekorde
Die Listen umfassen die deutschen Rekorde im Speedklettern, welche vom Deutschen Alpenverein anerkannt sind und an entsprechenden normierten Speedwänden erbracht wurden.

#### Herren
| Datum              | Name             | Zeit (s) | Ort            |
| ------------------ | ---------------- | -------- | -------------- |
| 17. April 2011     | Fabian Bosler    | 8,58     | Mailand        |
| 21. Mai 2011       | Simon Bosler     | 8,54     | Edinburgh      |
| 03. Juli 2011      | Fabian Bosler    | 7,91     | München        |
| 07. Juli 2013      | Joshua Bosler    | 7,80     | München        |
| 15. Oktober 2017   | Jan Hojer        | 7,28     | Xiamen         |
| 21. Juli 2018      | Jan Hojer        | 7,19     | Hilden         |
| 13. September 2018 | Jan Hojer        | 7,079    | Innsbruck      |
| 26. April 2019     | Jan Hojer        | 6,763    | Chongqing      |
| 05. Juli 2019      | Jan Hojer        | 6,671    | Villars        |
| 28. November 2019  | Jan Hojer        | 6,456    | Toulouse       |
| 10. Juli 2020      | Sebastian Lucke  | 6,400    | Innsbruck      |
| 03. Mai 2021       | Leander Carmanns | 5,976    | Perm           |
| 27. Mai 2022       | Sebastian Lucke  | 5,87     | Salt Lake City |
| 04. Juni 2022      | Leander Carmanns | 5,81     | Arco           |
| 04. Juni 2022      | Sebastian Lucke  | 5,75     | Arco           |
| 30. Juni 2022      | Leander Carmanns | 5,74     | Villars        |
| 08. Juli 2022      | Sebastian Lucke  | 5,64     | Chamonix       |
| 06. Mai 2023       | Sebastian Lucke  | 5,53     | Jakarta        |
| 06. Mai 2023       | Leander Carmanns | 5,49     | Jakarta        |
| 10. Juni 2023      | Leander Carmanns | 5,47     | Duisburg       |
| 10. Juni 2023      | Leander Carmanns | 5,40     | Duisburg       |
| 02. Juli 2023      | Sebastian Lucke  | 5,34     | Villars        |
| 02. Juli 2023      | Leander Carmanns | 5,31     | Villars        |
| 08. Juli 2023      | Leander Carmanns | 5,299    | Duisburg       |
| 21. Juni 2024      | Sebastian Lucke  | 5,29     | Budapest       |
| 17. Juli 2024      | Leander Carmanns | 5,24     | Briançon       |
| 17. Juli 2024      | Leander Carmanns | 5,12     | Briançon       |
| 17. Juli 2024      | Leander Carmanns | 5,06     | Briançon       |
| 01. Juni 2025      | Leander Carmanns | 5,00     | Denver         |
| 02. August 2025    | Leander Carmanns | 4,958    | Dresden        |

#### Damen
| Datum              | Name               | Zeit (s)            | Ort            |
| ------------------ | ------------------ | ------------------- | -------------- |
| 17. April 2011     | Isabell Haag       | 12,80               | Mailand        |
| 03. Juli 2011      | Isabell Haag       | 12,01               | München        |
| 22. Juli 2017      | Florence Grünewald | 11,14               | Saarlouis      |
| 06. Juli 2018      | Alma Bestvater     | 10,64               | Villars        |
| April 2019         | Alma Bestvater     | 09,96               | Chongqing      |
| 26. Mai 2019       | Franziska Ritter   | 09,52               | Kempten        |
| 22. Juni 2019      | Franziska Ritter   | 09,162              | Duisburg       |
| 22. September 2019 | Alma Bestvater     | 08,640              | Augsburg       |
| 10. Juli 2020      | Franziska Ritter   | 08,580              | Innsbruck      |
| 06. September 2020 | Nuria Brockfeld    | 08,332              | Darmstadt      |
| 01. November 2020  | Nuria Brockfeld    | 08,183              | Hamburg        |
| 05. Juni 2021      | Franziska Ritter   | 08,162              | Bochum         |
| 06. Mai 2022       | Franziska Ritter   | 07,50               | Seoul          |
| 27. Mai 2022       | Franziska Ritter   | 07,40               | Salt Lake City |
| 04. Juni 2022      | Franziska Ritter   | 07,36               | Arco           |
| 14. Juli 2022      | Franziska Ritter   | 07,32               | Birmingham, AL |
| 16. März 2024      | Franziska Ritter   | 07,16 Qualifikation | Lublin         |
| 16. März 2024      | Franziska Ritter   | 07,09 Achtelfinale  | Lublin         |
| 16. März 2024      | Franziska Ritter   | 06,89 Viertelfinale | Lublin         |
| 16. März 2024      | Franziska Ritter   | 06,84 Finale        | Lublin         |